# Петер Дебай
Петер Йозеф Вилхелм Дебай (на нидерландски: Peter Joseph Wilhelm Debye, роден Petrus Josephus Wilhelmus Debije) е нидерландско-американски физик и физикохимик, лауреат на Нобелова награда за химия (1936).
С името му са свързани ред големи постижения в областта на теоретичната и експерименталната физика, физикохимията и математиката. Той предлага модел на твърдото тяло, на чиято основа обяснява поведението на специфичния топлинен капацитет при ниска температура. Характерната температура, под която съществено значение имат квантовите ефекти, получава названието температура на Дебай. Той теоретично описва влиянието на топлинните колебания на кристалната решетка върху дифракцията на рентгеновите лъчи, а заедно с Паул Шерер разработва метода на праховата дифракция в рентгеноструктурния анализ. Дебай първи наблюдава дифракцията на светлината чрез ултразвук и използва метода на разсейване на светлината за да изследва структурата на молекули (сред които полимерни) и критически явления. Той развива диполната теория на диелектриците, на чиято основа обяснява дисперсионните им свойства и някои аспекти на междумолекулните взаимодействия. Заедно с Ерих Хюкел разработва теорията на Дебай-Хюкел за слабите разтвори на силни електролити, като по този начин успява да установи зависимост между коефициентите на активността и електропроводимостта от концентрацията.

## Биография

### Ранен живот
Дебай е роден на 24 март 1884 г. в Маастрихт, Нидерландия. Записва се в Рейнско-Вестфалския технически университет в Аахен през 1901 г. През 1905 г. той завършва електроинженерство. Публикува първия си труд, представляващ математически елегантно решение на задача с вихрови токове, през 1907 г. В Аахен учи под менторството на теоретичния физик Арнолд Зомерфелд, който по-късно заявява, че най-важното му откритие е било Петер Дебай.
През 1906 г. Зомерфелд е назначен на работа в Мюнхенския университет в Кралство Бавария и взема Дебай със себе си за асистент. Дебай получава докторска степен с дисертация върху радиационното налягане през 1908 г. През 1910 г. той извежда закона на Планк, използвайки метод, за който Макс Планк се съгласява, че е по-прост.
През 1911 г., когато Алберт Айнщайн е назначен за професор в Пражкия университет, Бохемия, Дебай заема бившата му позиция в Цюрихския университет, Швейцария. След това се мести в Утрехтския университет през 1912 г., в Гьотингенския университет през 1913 г., в Швейцарското висше техническо училище в Цюрих през 1920 г., в Лайпцигския университет през 1927 г. и в Берлинския университет през 1934 г., където, наследявайки Айнщайн, става директор на физическото общество Кайзер Вилхелм, чиито съоръжения са построени едва по управлението на Дебай. През 1935 г. е награден с медал Лоренц. От 1937 до 1939 г. е президент на Германското физическо общество.
От май 1914 г. е член на Кралската академия на науките и изкуствата на Нидерландия.

#### Личен живот
Дебай е описван като поддръжник на строгата дисциплина, когато става въпрос за научни принципи, но въпреки това е винаги отзивчив и отделя време за студентите си. Личната му философия набляга върху осъществяването на определена цел и удоволствие от собствената работа. Дебай е рибар и градинар и колекционира кактуси.
Докато е асистент на Зомерфелд в Берлин, Дебай се запознава с Матилде Алберер. Тя е дъщеря на собственика на пансиона, в който живее Дебай. Скоро след това Матилде сменя гражданството си и през 1913 г. се омъжва за Дебай. До края на живота си Дебай се наслаждава да работи в розовата си градина с жена си. През 1916 г. им се ражда син, Петер, а през 1921 г. им се ражда дъщеря, Матилде. Малкият Петер също става физик и си сътрудничи с баща си в някои от своите изследвания.

### Научни приноси
Първият му по-голям научен принос е прилагането на идеята за диполен момент към разпределението на зарядите в асиметрични молекули през 1912 г., разработвайки уравнения, които установяват връзката между диполния момент към температурата и диелектричната константа. Впоследствие, единицата за молекулен диполен момент започва да се нарича дебай в негова чест. Пак през 1912 г. той разширява теорията на Айнщайн за специфичния топлинен капацитет при по-ниски температури като включва влиянието на нискочестотни фотони (модел на Дебай).
През 1913 г. той разширява теорията на Нилс Бор относнот атомната структура, въвеждайки елиптични орбити – идея, която е въведена и от Арнолд Зомерфелд. През 1914 – 1915 г. Дебай изчислява въздействието на температурата върху рентгеновата дифракция на кристални твърди тела с Паул Шерер.
През 1923 г., заедно с асистента си Ерих Хюкел, той разработва подобрение на теорията на Сванте Август Арениус за електропроводимостта на електролитните разтвори. Въпреки че е направено подобрение по уравнението на Дебай-Хюкел през 1926 г. от Ларс Онсагер, теорията все още се разглежда като голяма стъпка напред в разбирането на електролитните разтвори. Пак през 1923 г. Дебай развива теория, за да обясни Комптъновия ефект, изменянето на честотата на рентгеновите лъчи, когато те си взаимодействат с електрони.

### По-късна работа
От 1934 до 1939 г. Дебай е директор на секцията по физика в престижния институт Кайзер Вилхелм в Берлин. След 1936 г., по време на нацистката власт, той е професор по теоретична физика в Хумболтовия университет на Берлин.
През 1939 г. Дебай заминава за САЩ, за да изнесе лекции в университета Корнел в Итака (Ню Йорк). След като напуска Германия в началото на 1940 г., Дебай става професор в университета Корнел, където ръководи департамента по химия в продължение на 10 години и става член на професионалното братство Алфа Хи Сигма (ΑΧΣ). През 1946 г. става американски гражданин. За разлика от европейската си част от живота, през която се мести от град на град, в САЩ Дебай остава в Корнел през остатъка от кариерата си. Той се пенсионира през 1952 г., но продължава изследванията си до края на дните си.
Голяма част от работата на Дебай в Корнел засяга употребата на техники за разсейване на светлината за определяне размера и молекулната маса на полимерни молекули. Това е породено в резултат от проучванията му по-рано върху синтетичния каучук, които после се разширяват до областта на протеините и макромолекулите.
През април 1966 г. Дебай претърпява сърдечен удар, а през ноември същата година втори удар се оказва фатален. Погребан е в Итака. През 1970 г. в чест на Дебай е кръстен кратер на обратната страна на Луната, а през 1991 г. в негова чест е кръстена и малка планета.

## Противоречия
През 2006 г. в Нидерландия се появяват спекулации, че по време на управлението си на обществото Кайзер Вилхелм Дебай активно е участвал в прочистването на немските научни институции от евреи и други „неарийски елементи“, изисквайки оставките им. Въпреки това, много документи сочат, че самият Дебай, заедно с холандските си колеги, е помагал на еврейската си колежка Лиза Майтнер през 1938 – 1939 г. (с риск за себе си и семейството си) да прекоси немско-нидерландската граница, за да избяга от немските власти и накрая да се установи в Швеция.
Синът на Дебай в интервю от 2006 г. си спомня, че баща му е бил напълно лишен от политически убеждения и че никога не е дискутирал политика у дома. Според сина му, Дебай просто се е опитвал да си върши работата в института, стига нацистите да не го възпрепятстват. Други учени изтъкват важния факт, че когато през 1950 г. Дебай е награден с медал Макс Планк от Германското физическо общество, известни противници на нацисткия режим като Макс фон Лауе не възразяват, дори и да са били в позиция да го направят. Айнщайн, с огромния си престиж, е все още жив, както са и Лиза Майтнер и Джеймс Франк – все евреи, които лично познават Дебай. Никой от тях не протестира срещу решението Дебай да получи научната награда. Всъщност, Айнщайн, който дълги години не участва в гласуването по номинациите за медала Макс Планк, се включва в гласуването в полза на Дебай.
Департаментът по химия към университета Корнел разследва въпроса и на 31 май 2006 г. заключава, че към момента не е намерил доказателства, сочещи към обвиненията, че Дебай е симпатизирал на нацистите или че е имал антисемитски виждания.
През 2010 г. се появяват спекулации, че е възможно Дебай да е бил шпионин на MI6. Около 1930 г. Дебай се среща с шпионина Паул Росбауд, докато и двамата работят като редактори за научни списания. Двамата си сътрудничат за бягството на Лиза Майтнер през 1938 г. Връзките на Дебай с висшите научни и промишлени среди на Германия го правят удобна фигура за MI6. Интерес буди и бързото заминаване на Дебай за САЩ на 16 януари 1940 г. – датата съвпада с планираното за следващия ден (но по-късно отложено) нахлуване в Нидерландия. Все пак официално връзка на Дебай с британското разузнаване не е установена. Известно е обаче, че Росбауд е държал портрет на Дебай на почетно място в кабинета си, което може да служи като опровержение срещу обвиненията, че Дебай е симпатизирал на нацизма.